# کارل نپوموسکی
کارل نپوموسکی (چکی: Karel Nepomucký؛ زادهٔ ۲۰ ژوئیهٔ ۱۹۳۹) بازیکن فوتبال اهل چکسلواکی است.
از باشگاه‌هایی که در آن بازی کرده‌است می‌توان به اشاره کرد.
وی همچنین در تیم ملی فوتبال چکسلواکی بازی کرده‌است.
وی در مسابقات کشوری و بین‌المللی در مجموع برندهٔ ۱ مدال نقره شده‌است.